# 国家人民議会 (ギニアビサウ)
国家人民議会（こっかじんみんぎかい、ポルトガル語: Assembleia Nacional Popular）は、ギニアビサウの立法府である。

## 概要
一院制、定数100、任期4年。
政党名簿比例代表で選出される。